# Gonaspidiotus seurati
Gonaspidiotus seurati är en insektsart som först beskrevs av Élie Marchal 1911.  Gonaspidiotus seurati ingår i släktet Gonaspidiotus och familjen pansarsköldlöss. Inga underarter finns listade i Catalogue of Life.